# Ciudad Azteca

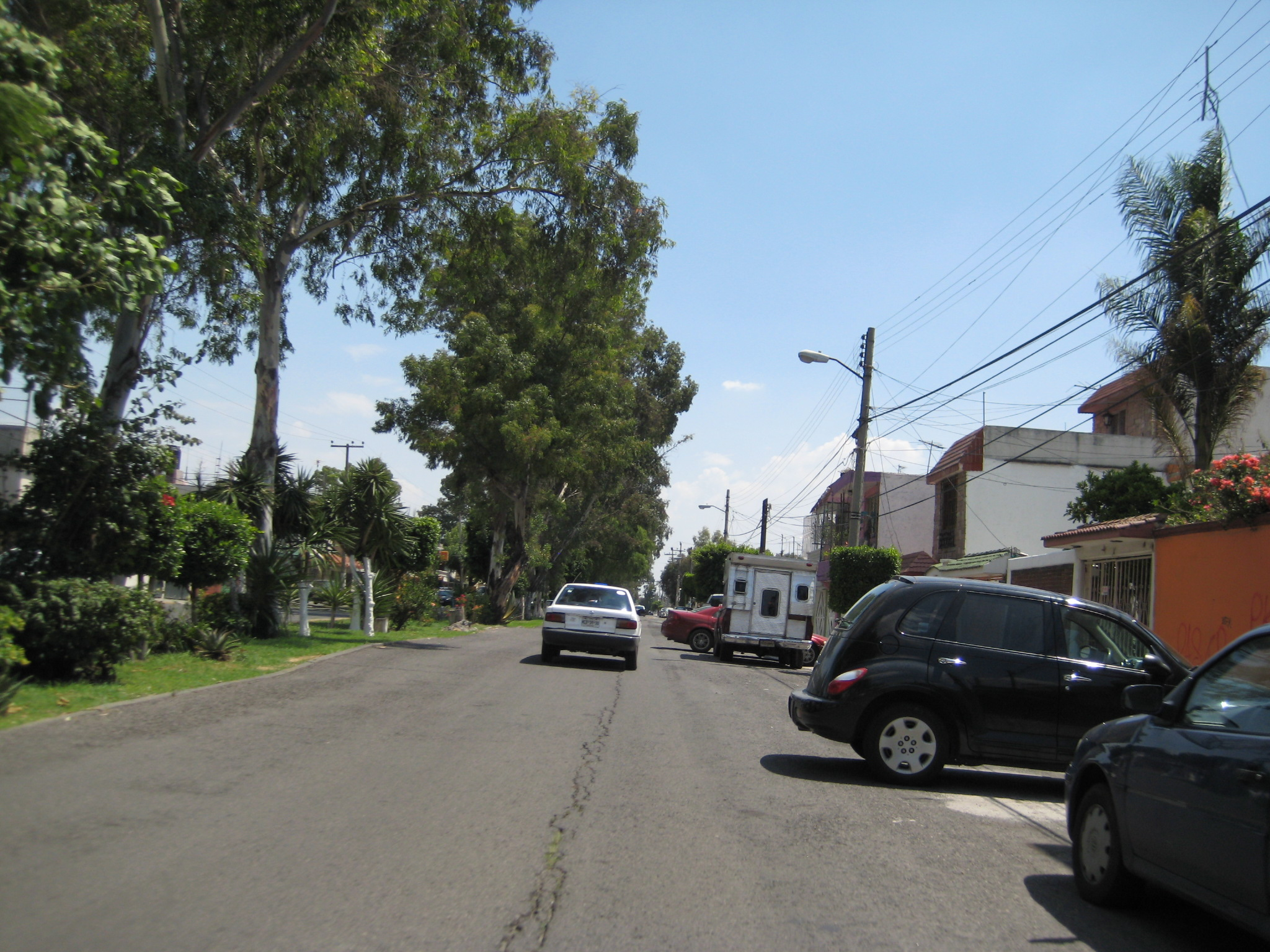

Ciudad Azteca es una colonia en el municipio de Ecatepec de Morelos, en el Estado de México, México.
Se trata de una de las más grandes del municipio, así como una de las zonas más cotizadas del mismo.
El exgobernador del Estado de México, Eruviel Ávila ha sido vecino de Ciudad Azteca por más de veinte años.

## Orígenes
Fundada en 1972, el fraccionamiento atrajo a familias de clase media provenientes en su mayoría del centro del país. Tras el sismo ocurrido en 1985, múltiples familias llegaron a Ciudad Azteca, asentándose de manera irregular en algunos de los predios que hasta entonces se encontraban desocupados.

## Ubicación
Ciudad Azteca limita con el norte de la ciudad, en el municipio de Ecatepec de Morelos a 8 kilómetros del límite con la Ciudad de México, y a menos de un kilómetro de los terrenos federales del Lago de Texcoco, lugar donde el Aeropuerto de Texcoco iba a ser construido.
Ciudad Azteca está dividida en tres secciones: Primera sección, Segunda sección las cuales comienzan en Av. Adolfo Lopéz Mateos (R1) y Circuito Exterior Mexiquense y Tercera Sección que empieza en Av Carlos Hank González y termina en Blvd. de los Guerreros y Circuito Exterior Mexiquense.

## Vías de acceso
Su principal vía de comunicación es la Avenida Carlos Hank González, también conocida como Avenida Central, que forma parte del Eje Troncal Metropolitano que recorre la Ciudad de México desde el norte de Ecatepec hacia Xochimilco, en el sur de la Ciudad de México.
También el Circuito Mexiquense que conecta con otras zonas y municipios del Estado de México, así como la Vía Adolfo López Mateos, y la Autopista Naucalpan-Ecatepec una vez sea concluida.
La entornan además el Boulevard de los Teocallis en el norte y el Boulevard de los Aztecas al sur; actualmente circulación a ambos sentidos y predominando el transporte público en esta última.

## Transporte
En Ciudad Azteca se ubica la estación de transferencia multimodal Ciudad Azteca, de la línea B del Metro de la Ciudad de México, y de la línea 1 del Mexibús.
En octubre de 2009, fue inaugurado el primer edificio de la Terminal de Transferencia Multimodal Ciudad Azteca, llamada también Terminal Multimodal Azteca Bicentenario, obra a cargo del arquitecto Manuel Cervantes, considerada la más moderna de su clase en todo el país, que sirve a más de 110 000 pasajeros al día y cuenta con un centro comercial, área de comida rápida, una escuela de idiomas, un complejo de cines y un área pública, así como un estacionamiento con capacidad para seiscientos vehículos, y un hospital operado por el Grupo Star Médica.
El Mexibús Ciudad Azteca – Tecámac es un sistema de transporte masivo operado con autobuses articulados que circulan en carriles exclusivos y que corren de Ciudad Azteca, en Ecatepec hasta Ojo de Agua, en Tecámac. Tiene una longitud total de 16,3 km. La línea completa tiene 22 estaciones sencillas y tres estaciones terminales que son: Ciudad Azteca, Central de Abastos y Ojo de Agua.
También se construye la cuarta línea del Mexibús, un sistema de autobús de tránsito rápido (BRT, por sus siglas en inglés), que correrá de Indios Verdes a Tecámac y que contempla un ramal de la Vía Morelos a la Avenida Central a través de la avenida Circunvalación Sur en Jardines de Santa Clara, y Boulevard de los Aztecas, en Ciudad Azteca.

## Sitios de interés

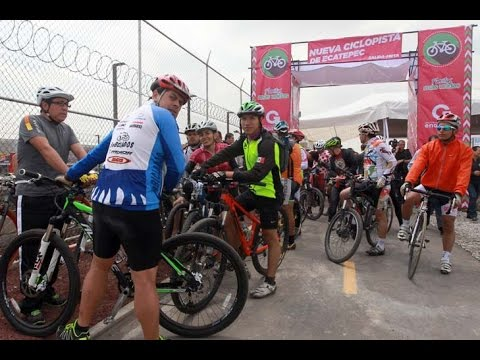
Carrera de inauguración de la ciclo vía Ecatepec- Nezahualcóyotl

En la zona se encuentran diversos el centro comercial Terminal Multimodal Azteca Bicentenario.
También en Ciudad Azteca se localizan tres mercados de gran tradición en dicha zona: el Mercado Tejabán, el Mercado 6 de Enero y el Mercado de San Juan.
Una tradición muy importante y colorida de la colonia son los Bazares Navideños, sobresaliendo el que se localiza en Boulevard Tonatiuh entre las calles Quinto Sol y Boulevard de los Aztecas. Lugar en donde se pueden comprar diversas mercancías desde los tradicionales artículos navideños, así como objetos de diseñador y un extenso surtido en comida y antojitos mexicanos.
Entre los espacios y jardines públicos de la colonia, destaca el Parque Las Bombas, remodelado en 2012 por el Gobierno del Estado de México, la ciclopista recreativa Ciudad Azteca-Bosques de Aragón ubicada sobre Av. Central, que corre una distancia de más de siete kilómetros y la Plaza Estado de México, ubicada sobre la avenida Adolfo López Mateos, inaugurada en 2014.
Además, en las cercanías de la colonia se localiza el Museo de Historia Natural de Ecatepec, proyecto de reciente creación que cuenta con cinco salas, un cine para proyecciones y un túnel en tercera dimensión, y que reemplaza al Papalote Móvil Museo del Niño. La oferta cultural en la zona es complementada por el centro cultural La Pirámide, que albergaba una biblioteca pública y que ahora ha sido convertida en una biblioteca virtual en donde además tiene sede uno de los dos centros del Instituto Nacional de Bellas Artes en el Estado de México, en el cual se pueden aprender diferentes actividades, de forma gratuita y/o accesible económicamente.